# Filosofie voor de Zwijnen

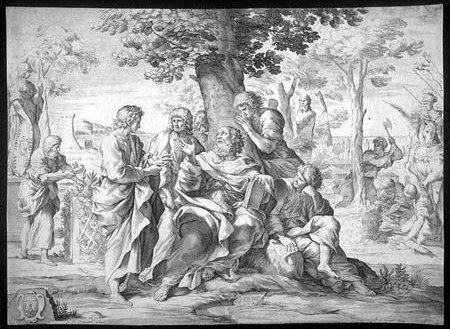
Greuter (17e eeuw): Socrates met leerlingen

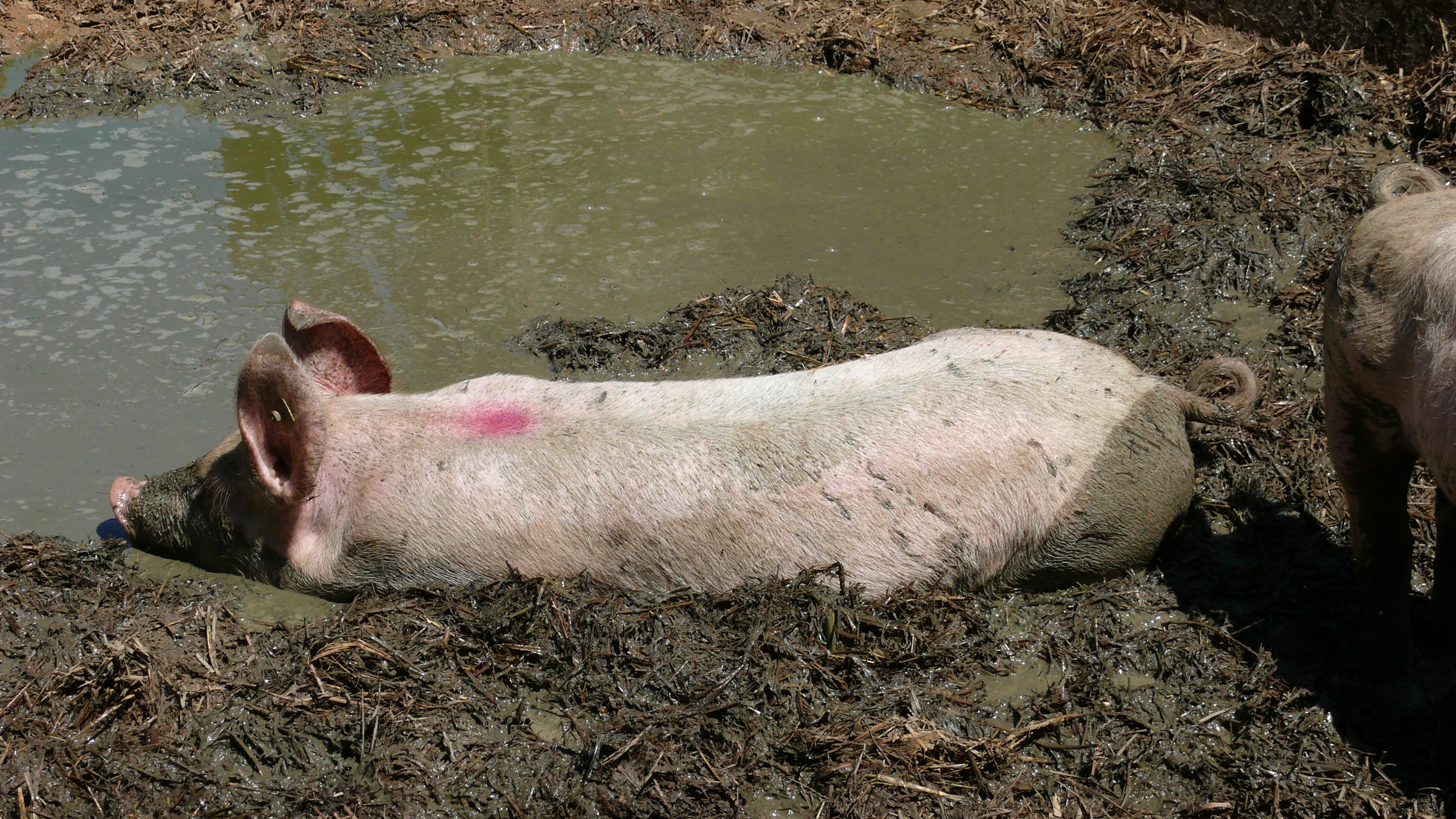
een gelukkig varken

Filosofie voor de Zwijnen, Over het geluk van dier en mens,  is een boek over filosofie uitgekomen in 2004 van de filosoof en jurist Klaas Rozemond, kunstenares Jet Nijkamp (1965) en dichter Co Woudsma.
Centraal staan de vragen: Zijn mensen gelukkiger dan dieren? Is het beter om een ontevreden Socrates te zijn dan een tevreden varken? .
Met verwijzing naar het werk van Socrates, Plato en John Stuart Mill wordt een vergelijking gemaakt tussen het leven van mensen en dieren, in het bijzonder varkens.
Het boek bevat een combinatie van filosofie, poëzie en tekenkunst en mondt uit in een pleidooi voor een nieuwe levensfilosofie, het porcratisme .
In 2005 werd het boek genomineerd voor de Socrates-wisselbeker.
Filosofie voor de Zwijnen is ook de naam voor een project waarin de makers van het boek aan filosofische vragen aandacht besteden, met tentoonstellingen en lezingen, sinds 2003.